# Surnadalsfjorden
Surnadalsfjorden er en fjord i Surnadal kommune i Møre og Romsdal. Fjorden strækker sig 10 km østover til Surnadalsøra og industriområdet Røtet.
Fjorden har indløb mellem Torvikneset i syd og Kjergroneset i nord. Landsbyen Årnes ligger lige øst for Kjergroneset på nordsiden, mens Torvika ligger tværs over fjorden på anden side. Der er flere landbrug på begge sider indover i fjorden, blandt andet Sjøasetra og Glærem på hver sin side af fjorden.
Elven Surna læber ud i Surnadalsfjorden ved Surnadalsøra. Derfor indeholder fjorden en stor del ferskvand, og fryser således let i kolde perioder om vinteren.
På nordsiden af fjorden er der flere kalkforekomster, og det var tidligere tre kalkminer i drift. I dag er det kun en mine tilbage, Glærum kalksteingruve. Ved Glærum kalksteingruve ligger Kalkstranda som bruges som friluftsområde og badeplads.
Fv326 går langs sydsiden af fjorden, mens Fv328 går på nordsiden.